# Дебар
Де́бар (макед. Дебар, алб. Dibra, Дибра, тур. Debre, Дебре) — город в западной части Северной Македонии. Центр одноимённой общины Дебар.

## География
Город находится в котловине Дебарское поле, на берегах искусственного Дебарского озера, между реками Чёрный Дрин и его притоком Радикой, вблизи границы с Албанией. Город окружён горами Дешат, Стогово и Ябланица, расположен на высоте 625 м над уровнем моря.

## История
Впервые упоминается на карте Птолемея под именем Деборус (Deborus).
В городе родился Иоанн Дебарский (1018—1037) — первый глава Охридской архиепископии.
Население Дебара существенно уменьшилось после Первой мировой войны.

## Население
Согласно переписи 2021 года, в Дебаре проживают 11 735 жителей.
| Национальность | Всего            |
| македонцы      | 1054 (7,24 %)    |
| албанцы        | 10 768 (73,95 %) |
| турки          | 1415             |
| цыгане         | 1079             |
| влахи          | 2                |
| сербы          | 22               |
| бошняки        | 2                |
| другие         | 219              |

98 % жителей общины Дебар, указавших в переписи турецкую национальность, считают родным языком македонский — вероятнее всего, турками записались помаки, или торбеши — исламизированная группа македонцев

## Известные уроженцы
- Иоанн Дебарский — средневековый болгарский патриарх
- Милан Панчевский — последний председатель Президиума ЦК Союза коммунистов Югославии
- Фуат-бей Дибра (1886—1944) — албанский политик и националист, представлявший Албанию на Парижской мирной конференции 1919 года.

## Галерея

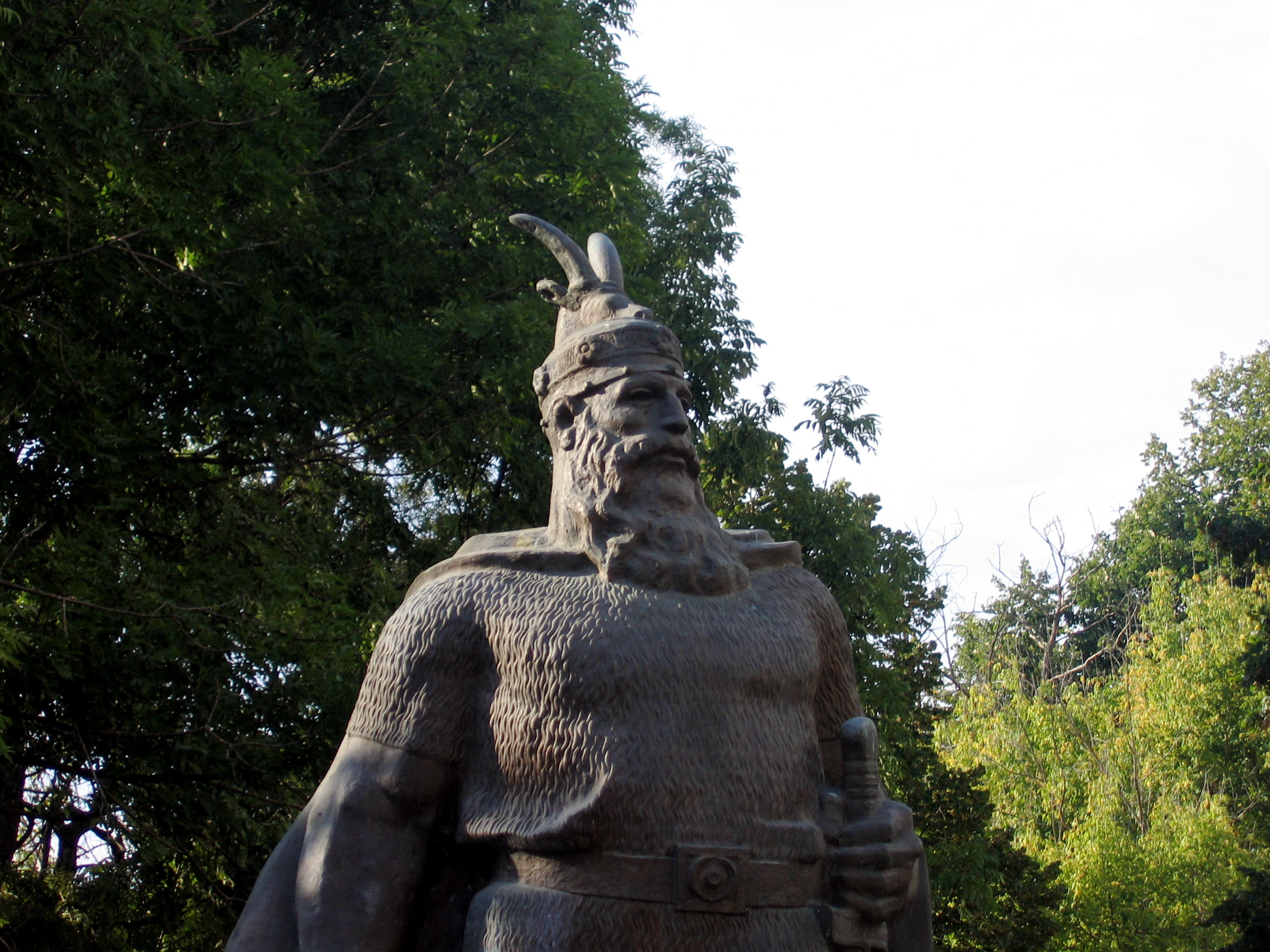
Памятник Скандербегу в Дебаре
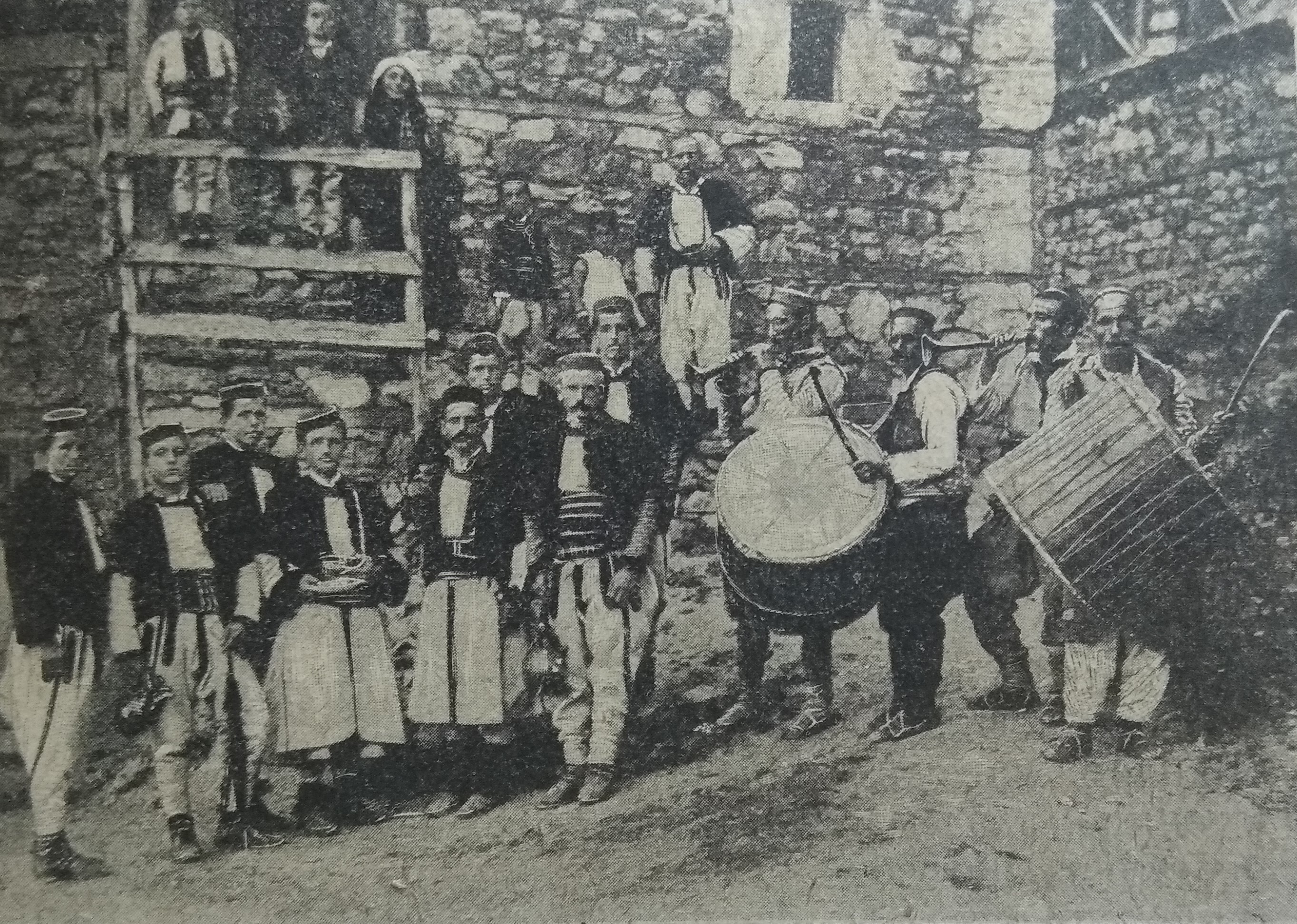
Музыканты из сербского племени мияков[макед.], 1909 год
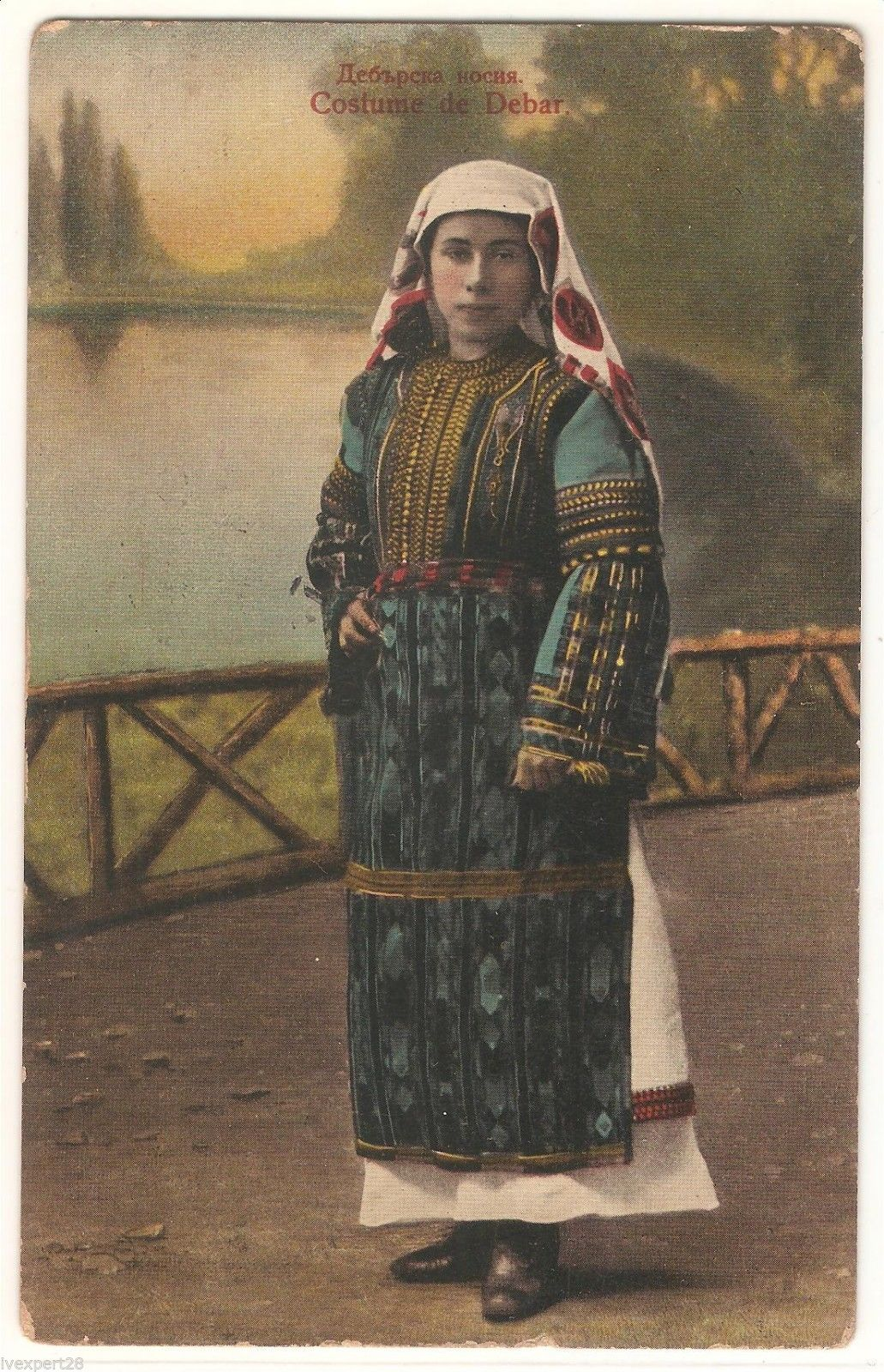
Женщина из Дебара в народном костюме, открытка нач. XX века
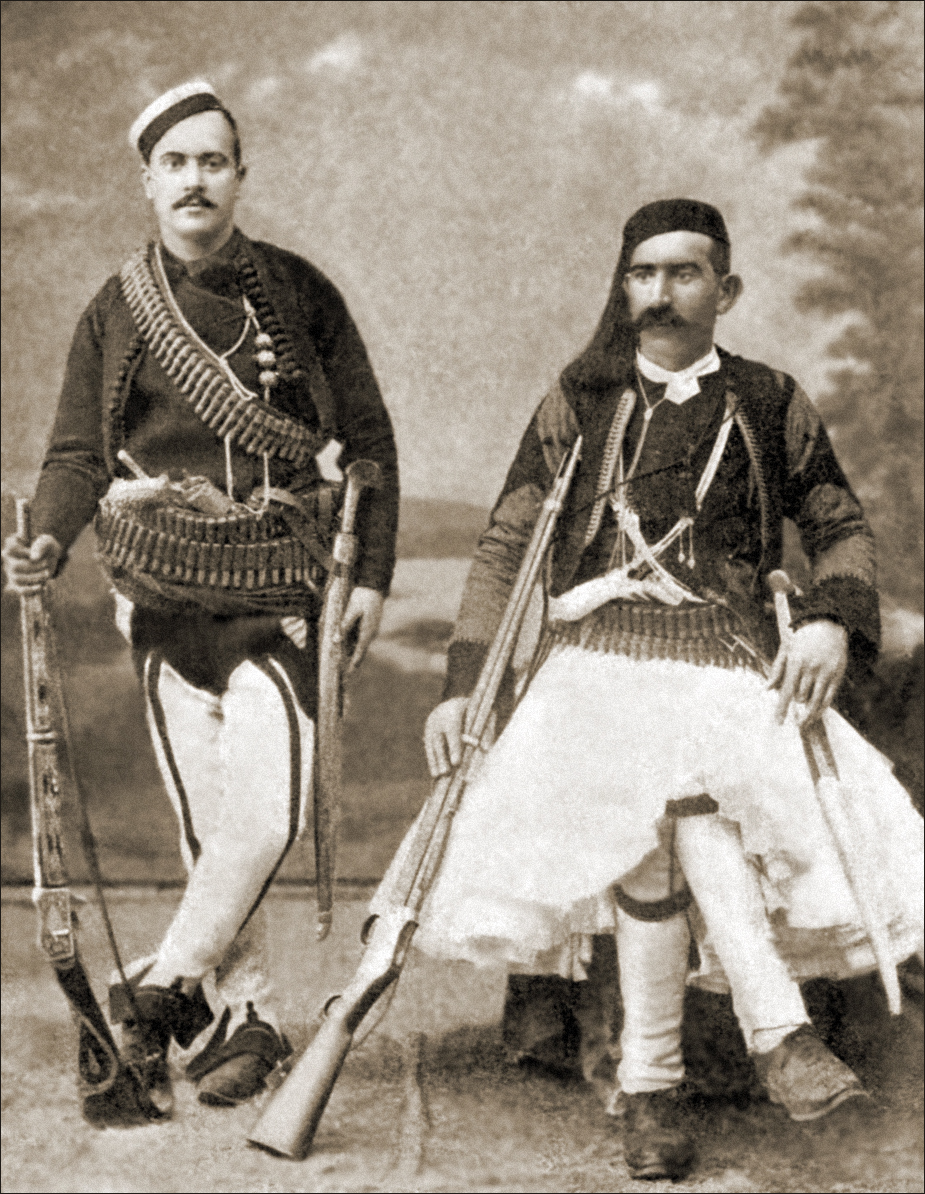
Дебарские албанцы, 1904 год
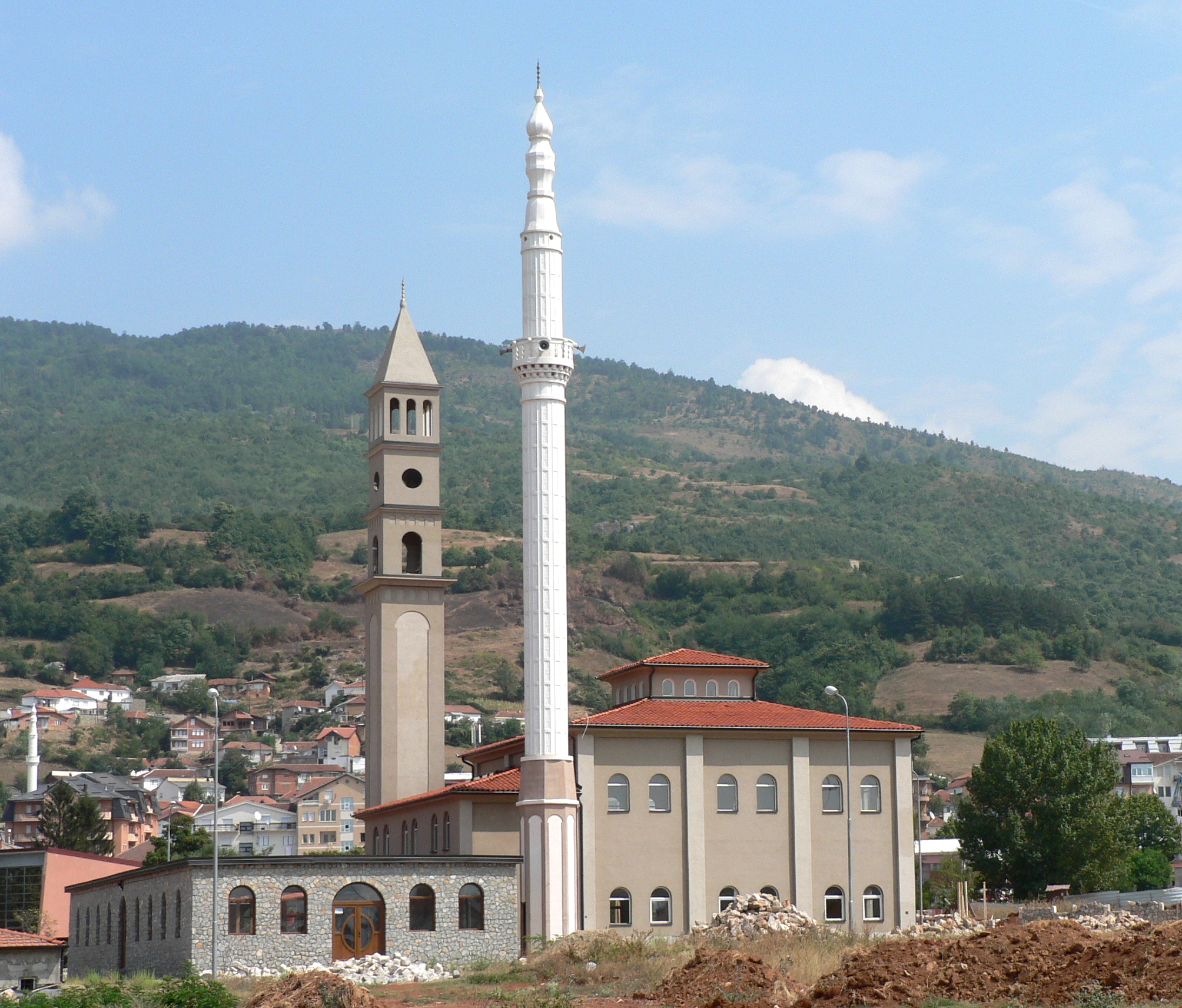
Мечеть в Дебаре